# Victor Malka

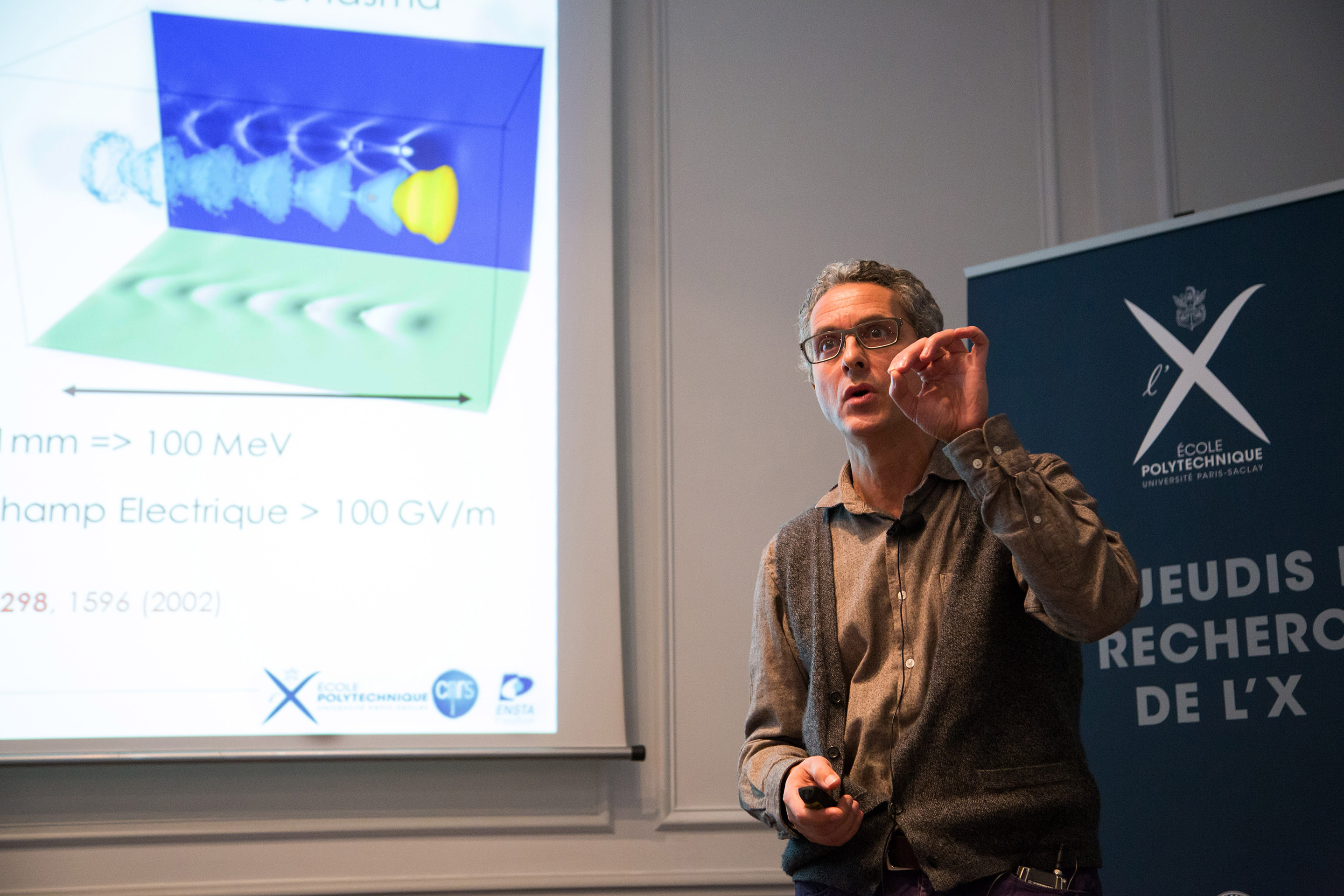
Victor Malka

Victor Malka (* 1960 in Casablanca) ist ein französischer Physiker.
Malka stammte aus einer jüdischen Familie in Marokko und kam mit sechs Jahren nach Frankreich, wo er in Marseille und in Pariser Vororten aufwuchs. Er studierte an der École nationale supérieure de chimie de Rennes und wurde an der École polytechnique promoviert mit einer Dissertation in Atom- und Plasmaphysik. Danach arbeitete er an der École Polytechnique für das CNRS (ab 1990), ab 2004 als Forschungsdirektor des Labors für angewandte Optik (LOA). 2003 bis 2015 war er Professor an der École polytechnique. Seit 2015 ist er Professor am Weizmann-Institut.
Malka ist ein Pionier in der Laser-Plasma-Beschleunigung (LPA, Laser Plasma Acceleration). 2004 war er Teil einer Gruppe, die am LOA Kielfeld-Beschleuniger (Laser Wakefield Accelerator) zur Erzeugung monoenergetischer Elektronenstrahlen hoher Energie demonstrierte (unabhängig tat dies auch eine Gruppe am Imperial College London und am Lawrence Berkeley National Laboratory). Er wandte diese auch zur Entwicklung kompakter Röntgen- und Gammastrahlungsquellen an mit Anwendungen in Medizin, Sicherheitstechnik und Phasenkontrast-Bildgebung.
2007 erhielt er den IEEE Particle Accelerator Science and Technology Award, 2017 den Julius-Springer-Preis für angewandte Physik und 2019 den Hannes-Alfvén-Preis.

## Schriften (Auswahl)
- mit A. Modena u. a.: Electron acceleration from the breaking of relativistic plasma waves, Nature, Band 377, 1995, S. 606
- mit F. Amiranoff u. a.: Observation of laser wakefield acceleration of electrons, Physical Review Letters, Band 81, 1998, S. 995
- mit D. Gordon u. a.: Observation of electron energies beyond the linear dephasing limit from a laser-excited relativistic plasma wave, Physical Review Letters, Band 80, 1998, S. 2133
- mit S. Fritzler u. a.: Electron acceleration by a wake field forced by an intense ultrashort laser pulse, Science, Band 298, 2002, S. 1596–1600
- Faure, Malka u. a.: A laser-plasma accelerator producing monoenergetic electron beams, Nature, Band 431, 2004, S. 541–544, PMID 15457253
- mit A. Rousse u. a.: Production of a keV X-ray beam from synchrotron radiation in relativistic laser-plasma interaction, Phys. Rev. Lett., Band 93, 2004, S. 135005
- Malka u. a.: Laser-Plasma Wakefield acceleration: Concepts, tests and Premises, Proc. European Particle Accelerator Conference (EPAC) 2006, Edinburgh, S. 10–13
- mit J. Faure u. a.: Controlled injection and acceleration of electrons in plasma wakefields by colliding laser pulses, Nature, Band 444, 2006, S. 737
- mit J. Fuchs u. a.: Laser-driven proton scaling laws and new paths towards energy increase, Nature Physics, Band 2, 2006, S. 48
- mit J. Faure u. a.: Principles and applications of compact laser–plasma accelerators, Nature Physics, Band 4, 2008, S. 447
- mit K. T. Phuoc u. a.: All-optical Compton gamma-ray source, Nature Photonics, Band 6, 2012, S. 308
- mit S. Corde u. a.: Femtosecond x rays from laser-plasma accelerators, Reviews of Modern Physics, Band 85, 2013, S. 1